# Scaphium
Scaphium Schott & Endl. è un genere di piante della famiglia delle Malvacee.

## Tassonomia
Comprende le seguenti specie:
- Scaphium affine (Mast.) Pierre
- Scaphium burkillfilii Kosterm.
- Scaphium linearicarpum (Mast.) Pierre
- Scaphium longiflorum Ridl.
- Scaphium longipetiolatum (Kosterm.) Kosterm.
- Scaphium macropodum (Miq.) Beumée ex K.Heyne
- Scaphium parviflorum P.Wilkie
- Scaphium scaphigerum (Wall. ex G. Don) G.Planch.